# نو خرس بزرگ
نو خرس بزرگ یک ستاره است که در صورت فلکی خرس بزرگ قرار دارد.